# Desierto adentro
Desierto adentro és una pel·lícula mexicana dirigida per Rodrigo Plá estrenada comercialment el 13 de març de 2009 que té com a protagonistes principals a Diego Cataño, Guillermo Dorantes, Katia Xanat Espino, Luis Fernando Peña i Eileen Yáñez. Es tracta d'un drama emmarcat en el conflicte armat anomenat guerra dels Cristeros ocorreguda a Mèxic entre 1926 i 1929.

## Resum del conflicte en el qual inscriu la trama
En 1926 el govern central mexicà, seguint el dictat de la Constitució vigent, va facultar als governadors dels estats a imposar quotes i requisits especials als "ministres del culte". Si bé les mesures que prenien els governadors limitaven o suprimien la participació en la vida pública de les esglésies en general, en la pràctica només afectava l'Església catòlica no sols per ser la de major difusió al país sinó pel contingut d'aquestes. Així, per exemple, les mesures que van disposar alguns governadors van ser de permetre oficiar només als "ministres del culte" casats, uns altres van prohibir les comunitats religioses o es van pretendre forçar a l'Església catòlica a operar amb un nombre mínim de preveres, és a dir disposicions que no afectaven la generalitat de les altres esglésies.
D'altra banda, es va crear l'Església catòlica apostòlica mexicana, dotant-la d'edificis, recursos i mitjans per a trencar amb la Santa Seu. Els catòlics van reaccionar amb un boicot al pagament d'impostos, al consum de productes comercialitzats pel govern i a la compra de bitllets de la Loteria Nacional, ni utilitzar vehicles a fi de no comprar gasolina, la qual cosa a més de danyar l'economia va provocar que alguns grups dins de l'Església es radicalitzessin i comencessin accions armades que es van prolongar durant tres anys i només van finalitzar quan amb la mediació dels Estats Units les parts van arribar a un enteniment.

## Sinopsi
Elías és un pagès pobre i ignorant que viu amb la seva família en un Mèxic convulsionat per la Guerra dels Cristeros. Sense voler-ho, Elías s'involucra en el conflicte i en forma involuntària ocasiona la mort de moltes persones del seu poble. Aclaparat per la culpa es retira amb la seva família al desert convertit en un fanàtic religiós. El seu fill Aureliano, que ha viscut la seva infància tancat perquè Elías creia que seria el primer a morir, comença a pintar en retaules la saga familiar que a poc a poc anirà desentranyant a través de les narracions del pare. A la recerca del perdó de Déu per als pecats de la família construeix una església en tant té una relació amorosa amb la seva germana Micaela, la qual donarà un altre sentit a la seva vida.

## Repartiment
- Diego Cataño... Aureliano gran
- Guillermo Dorantes... Aureliano petit (com Memo Dorantes)
- Katia Xanat Espino... Micaela nena
- Luis Fernando Peña... Genaro
- Eileen Yáñez... Micaela gran
- Martín Zapata ... Pare
- Mario Zaragoza... Elías

## Opinions del director de la pel·lícula
Rodrigo Pla va dir que la idea de la pel·lícula va sorgir a partir de la lectura del filòsof Søren Kierkegaard, en particular dels seus diaris on relata que el seu pare va viure convençut que Déu el castigaria llevant-li els seus fills per un pecat que ell havia comès. La vida del filòsof va quedar així marcada per aquesta culpa i la imatge d'un Déu venjatiu i iracund. La pel·lícula canvia el context original de la història, protestant i danès, per un mexicà i catòlic –la Guerra dels Cristeros- però conserva la seva essència, que no és un altre que la història d'aquesta família, aquesta culpa, aquest càstig, aquesta bogeria. Aquest període és molt interessant i seductor i per les seves característiques brinda un context adequat per a justificar uns certs successos que són la substància de la trama: l'absència dels sacerdots en el camp i, per tant, la falta d'una guia espiritual clara, la prohibició del culte públic i el tancament dels temples, l'exacerbació religiosa.
Per al director la pel·lícula és “sobre els homes, no sobre Déu, i són els homes els que construeixen en gran manera la seva sort o la seva desgràcia, com en aquest cas. Si Déu castiga o perdona deixa de ser rellevant, és Elías, el personatge central, qui no pot perdonar-se a si mateix, i és aquesta culpa malalta, aquesta determinació autoritària i asfixiant de dedicar la vida, la seva i dels seus fills, a buscar la redempció, la qual cosa va destruint a la família. Pot haver-hi altres interpretacions, tant de bo n'hi hagi, si hi ha diverses lectures serà que la pel·lícula dona per a entretenir-se una bona estona”.
Però el film –segons Pla- “no parla exclusivament del fanatisme religiós, sinó que podria ser un mirall d'altres tipus de fanatisme, de la capacitat de destrucció que està latent darrere de qualsevol idea o pensament que s'erigeix de manera totalitària, que no respecta la possibilitat de dissentir i en última instància s'imposa des de la força, sigui física o psicològica. Fins i tot quan aquesta idea s'esgrimeix com una cosa suposadament positiva per a tots” la qual cosa en el cas d'Elías, el personatge del film, el porta a triar en nom de tota la família i sense tenir en compte el desig dels fills, una forma de vida, una forma de mort i una forma de Déu, amb la qual cosa fins i tot sent una pel·lícula d'època, Desert endins pot tenir un ressò en qüestions contemporànies.

El director remarca que 
| « | ”La religió, o més específicament el fanatisme religiós, sí que és un dels temes de la pel·lícula. Ateus o creients, tots en l'algun punt de la vida prenem una postura enfront de Déu, a l'existència de Déu. D'altra banda, la religió és un determinant cultural que també ens travessa, ens agradi o no, vivim en una societat judeocristiana i la nostra moral està en gran manera estructurada a partir d'això. Les nocions del pecat i la culpa ens toquen a tots en major o menor mesura. La religió és un tema polèmic i difícil, justament perquè és profundament humà, i aquesta és la raó per la qual ens va semblar interessant qüestionar-nos sobre això”. | » |

## Crítiques
El crític Félix Iglesias del diari ABC de Madrid després de qualificar de “marc buñuelià el context en el que Pla situa la història assenyala com el director fa evolucionar a Elías del seu origen de pobre ignorant pres de les supersticions al fanàtic despietat que pren com a ostatges als seus fills. L'exacerbació religiosa porta al fet que aquest pagès aparedat entre els terratinents i els revolucionaris, que va escapar per atzar de morir afusellat, a transformar-se en un fanàtic, amb un perfil fred i messiànic que va forjant una personalitat pètria i impermeable a tota raó. En tant, Aureliano, el fill menor, aïllat del contacte amb els seus germans, dibuixa des de la seva perspectiva les pintures que decoraran el futur temple i amb les quals narra les penúries i penitències de la família. El seu punt de vista és neutral en contraposició amb l'obcecació paterna.
Una altra crítica opina que la direcció està molt ben dissenyada i estructurada per a donar-li a l'espectador una visió del que se suscitava en el temps històric en què es basa la cinta. L'ambientació i el vestuari, molt ajustat a l'època, donen una provada d'aquesta marginació del Mèxic de llavors. Mario Zaragoza aconsegueix un gran acompliment en la cinta i l'única cosa que es pot dir és que el conjunt d'actors va ser més que excepcional, tots convergeixen en una trama que embolica a l'espectador d'una manera directa, no hi ha moment en la pel·lícula que es pugui deixar de veure, la trama atreu, hala, no et permet fugir; seria injust dir que algú va treballar millor que un altre, totes les actuacions són immillorables.

## Els retaules
En relació als efectes especials de la pel·lícula s'ha assenyalat que és magnífic l'ús de les animacions a partir dels retaules ja que aquests són part fonamental de l'usança religiosa mexicana i s'han fet des de temps de la colònia com a manera d'agrair un favor diví rebut. Es confeccionaven manualment per a donar a la deïtat una cosa única i personal; les animacions a partir d'ells són el retrat mateix de l'essència del folclor mexicà; transicions de l'animació a vida real ben reeixides i afinades, en punts clau; ús del narrador concorde a la necessitat de la cinta.

## Premis
| Any  | País        | Organització                                                     | Premi                                                           | Resultat                                                                                              |
| ---- | ----------- | ---------------------------------------------------------------- | --------------------------------------------------------------- | --- |
| 2009 | Catalunya   | XV Mostra de Cinema Llatinoamericà de Catalunya                  | Premi a la Millor Pel·lícula                                    | Guanyador Desierto adentro                                                                            |
| 2009 | Mèxic       | LI edició dels Premis Ariel                                      | Premi Ariel al Millor So                                        | Guanyadores: Mario Martínez, Miguel Hernández, Marco Hernández i Antonio Diego, per Desierto adentro. |
| 2009 | Mèxic       | LI edició dels Premis Ariel                                      | Premi Ariel al Millor Actor                                     | Guanyador: Mario Zaragoza por Desierto adentro.                                                       |
| 2009 | Mèxic       | LI edició dels Premis Ariel                                      | Premi Ariel a la Millor Coactuació Femenina (actriu secundària) | Guanyadora: Eileen Yáñez, per Desierto adentro                                                        |
| 2009 | Mèxic       | LI edició dels Premis Ariel                                      | Premi Ariel al Millor Guion Original                            | Guanyadores: Rodrigo Plá i Laura Santullo, per Desierto adentro.                                      |
| 2009 | Mèxic       | LI edició dels Premis Ariel                                      | Premi Ariel a la Millor Música original                         | Guanyadors: Leonardo Heiblum i Jacobo Lieberman, per Desierto adentro.                                |
| 2009 | Mèxic       | LI edició dels Premis Ariel                                      | Premi Ariel a la Millor Fotografía                              | Guanyador: Serguei Saldívar Tanaka, per Desierto adentro.                                             |
| 2009 | Mèxic       | LI edició dels Premis Ariel                                      | Premi Ariel als Millors Efectes especials                       | Guanyador: José Ángel Cordero, per Desierto adentro.                                                  |
| 2009 | Mèxic       | LI edició dels Premis Ariel                                      | Premi Ariel als Millors Efectes visuals                         | Guanyadores : John Reid, Juan Medina i Rita Basulto per Desierto adentro.                             |
| 2008 | Bolívia     | Festival Iberoamericà de Cinema de Santa Cruz de la Sierra       | Premi Millor fotografía                                         | Guanyador Serguei Saldívar Tanaka, per Desierto adentro                                               |
| 2008 | Mèxic       | Festival Internacional de Cinema de Guadalajara                  | Premi millor llargmetratge mexicà en competència                | Guanyador Desierto adentro                                                                            |
| 2008 | Mèxic       | Festival Internacional de Cinema de Guadalajara                  | Premi Mezcal al Millor llargmetratge atorgat per un jurat jove  | Guanyador Desierto adentro                                                                            |
| 2008 | Mèxic       | Festival Internacional de Cinema de Guadalajara                  | Premi millor actor                                              | Guanyador Mario Zaragoza per Desierto adentro                                                         |
| 2008 | Mèxic       | Festival Internacional de Cinema de Guadalajara                  | Premi millor actriu                                             | Guanyadora Dolores Heredia per Desierto adentro                                                       |
| 2008 | Mèxic       | Festival Internacional de Cinema de Guadalajara                  | Premi millor guió                                               | Guanyadores Rodrigo Plá i Laura SantulloDesierto adentro                                              |
| 2008 | Mèxic       | Festival Internacional de Cinema de Guadalajara                  | Premi millor fotografia                                         | Guanyador Sergi Saldívar Tanaka Desierto adentro                                                      |
| 2008 | Mèxic       | Festival Internacional de Cinema de Guadalajara                  | Premi del público                                               | Guanyador Desierto adentro                                                                            |
| 2008 | Puerto Rico | Festival Internacional de Cinema de San Juan                     | Premi Ricardo Alegría a la Millor Pel·lícula                    | Guanyador Desierto adentro                                                                            |
| 2008 | Cuba        | Festival Internacional del Nou Cinema Llatinoamericà de l'Havana | Premi millor fotografia                                         | Guanyador Sergi Saldívar Tanaka Desierto adentro                                                      |